# Turgut Öker
Turgut Öker (* 1961) ist der Vorsitzende der Alevitischen Union Europa (AABK) und Ehrenvorsitzender der Alevitischen Gemeinde Deutschland (AABF), welche er von 1999 bis 2012 als Bundesvorsitzender vertrat. Von Juni bis November 2015 war Öker Abgeordneter der Halkların Demokratik Partisi (HDP) im türkischen Parlament.

## Leben
In den 1980er Jahren gab Öker in Hamburg das politische Magazin “Göçmen” (Migrant) heraus. Nach dessen Einstellung wechselte er von der Sozialpolitik zur Religion und gelangte an die Verbandsspitze der Aleviten.
Öker bekleidet das Amt seit 1999. Als wichtige Errungenschaften seiner Amtszeit gelten die Einführung des alevitischen Religionsunterrichts in den Bundesländern Berlin, Baden-Württemberg, Nordrhein-Westfalen und Bayern. Dies ist auch in der Geschichte der in der Türkei nicht als Religionsgemeinschaft anerkannten Aleviten schlechthin als ein zentraler Meilenstein zu sehen.
2007 nahm Öker an einer Konferenz im Europaparlament mit dem Titel „Was für eine Türkei wollen die Aleviten“ teil und machte auf den mangelnden Dialog der türkischen Regierung mit den Aleviten aufmerksam. Darüber hinaus bezeichnete er die alevitische Lehre als geeignet, das europäische Wertesystem zu vervollständigen.
Zum 20-jährigen Bestehen der Alevitischen Gemeinde in Deutschland fand 2009 in Berlin ein Festakt statt, auf dem Öker vor Maria Böhmer, Franz Müntefering, Cem Özdemir und weiteren Abgeordneten sprach.
Am Abend des 17. Dezember 2010 wurde Öker auf dem Flughafen von Istanbul von den türkischen Behörden aufgrund eines Haftbefehls vom November 2010 festgenommen. Öker wollte an einer Gedenkveranstaltung für die Opfer des Massakers von Maras teilnehmen, bei dem zwischen dem 22. und 25. Dezember 1978 mehrere Hundert Aleviten in Kahramanmaraş brutal ermordet wurden. Der Hintergrund seiner Festnahme sind angebliche Äußerungen Ökers im türkischen TV-Sender Yol TV im Jahre 2008, mit denen er anlässlich eines Fernsehauftritts İzzettin Doğan, den Vorsitzenden der rechts-konservativen türkischen C.e.m.-Stiftung, angegriffen haben soll. Nach einer Nacht im Gefängnis wurde er am frühen Morgen des nächsten Tages wieder auf freien Fuß gesetzt.